# Diaspidiotus jaapi
Diaspidiotus jaapi är en insektsart som först beskrevs av Leonardi 1920.  Diaspidiotus jaapi ingår i släktet Diaspidiotus och familjen pansarsköldlöss. Inga underarter finns listade i Catalogue of Life.